# الربوع (الحصن)

تعديل مصدري - تعديل

الربوع هي إحدى قرى عزلة اليمانية العليا بمديرية الحصن التابعة لمحافظة صنعاء، بلغ تعداد سكانها 801 نسمة حسب تعداد اليمن لعام 2004.